# Powiat Szigetvár
Powiat Szigetvár (węg. Szigetvári járás) – jeden z dziewięciu powiatów komitatu Baranya. Siedzibą władz jest Szigetvár.

## Miejscowości powiatu Szigetvár
- Almamellék
- Almáskeresztúr
- Bánfa
- Basal
- Boldogasszonyfa
- Botykapeterd
- Bürüs
- Csebény
- Csertő
- Dencsháza
- Endrőc
- Gyöngyösmellék
- Hobol
- Horváthertelend
- Ibafa
- Katádfa
- Kétújfalu
- Kisdobsza
- Kistamási
- Magyarlukafa
- Merenye
- Molvány
- Mozsgó
- Nagydobsza
- Nagypeterd
- Nagyváty
- Nemeske
- Nyugotszenterzsébet
- Patapoklosi
- Pettend
- Rózsafa
- Somogyapáti
- Somogyhárságy
- Somogyhatvan
- Somogyviszló
- Szentdénes
- Szentegát
- Szentlászló
- Szigetvár
- Szörény
- Szulimán
- Teklafalu
- Tótszentgyörgy
- Várad
- Vásárosbéc
- Zádor